# Soupeření Djokoviće a Nadala
Soupeření Djokoviće a Nadala představuje sérii vzájemných zápasů mezi dvěma profesionálními tenisty – Novakem Djokovićem ze Srbska a Rafaelem Nadalem ze Španělska, kteří dlouhodobě obývali první dvě příčky žebříčku ATP. Příběh jejich utkávání je řadou odborníků považován za jeden z nejsilnějších v celé historii tenisu. Oba hráči proti sobě svedli větší počet střetnutí, než jakákoli jiná dvojice v otevřené éře tenisu. Celkově se utkali v 60 zápasech, v nichž kladnou bilanci výher a proher drží Djoković 31–29. Šedesátý duel vyhrál Djoković na pařížské olympiádě 2024. Djoković drží 24 vyhranými grandslamy historický rekord tenisu spolu s Margaret Courtovou. Nadal zaostává o dvě vítězství. Španěl se stal jediným tenistou historie, který vyhrál čtrnáctkrát dvouhru jediného grandslamu na Roland Garros.
V sezónách 2006–2010 byla jejich vzájemná série zastiňována soupeřením Federera a Nadala. Větší pozornost na sebe začala poutat od prvního finále Grand Slamu na US Open 2010, v němž se dvojice utkala. Jedná se o jediný pár tenistů, jehož členové proti sobě odehráli finálové zápasy na všech čtyřech grandslamových turnajích, a to dokonce bez přerušení. Na Grand Slamu pár drží rekord, když proti sobě oba jeho aktéři nastoupili k nejvyššímu počtu osmnácti zápasů. Vzájemná bilance vyzněla pro Nadala 11–7. Djoković se stal jediným tenistou, který Španěla porazil ve finále všech grandslamů, stejně tak i ve čtyřech finále na antuce a v sedmi finále za sebou. Naopak Nadal jako jediný přehrál Srba dvakrát ve finále majoru na tvrdém povrchu. Djoković drží v rámci všech tenistů nejvyšší počet výher nad Španělem, a opačně i Nadal porazil Srba nejvícekrát na okruhu.
Vůbec první duel oba proti sobě odehráli ve čtvrtfinále French Open 2006, z něhož vítězně vyšel Španěl poté, co byl srbský hráč přinucen utkání ve třetí sadě skrečovat pro zranění. Po zápasu Djoković médiím sdělil, že pochopil co je třeba udělat, aby Nadala přehrál a dodal, že soupeř byl „na antuce k poražení“. Od té doby zaujal Srb roli hlavního Nadalova soupeře na jeho nejdominantnější antuce, když mu na tomto povrchu uštědřil přes polovinu všech porážek. K premiérovému finále oba nastoupili na Indian Wells Masters 2007, z něhož vyšel vítězně mallorský rodák. Jednalo se o teprve druhé vzájemné střetnutí na okruhu ATP Tour. O týden později slavil debutový triumf Djoković, když soupeře zdolal ve čtvrtfinále Miami Masters 2007. Od března 2011 do dubna 2013 se dvojice utkala ve třinácti finálových zápasech bez přerušení, z nichž osm vyhrál srbský hráč.
Některá klání jsou v rámci tenisové historie hodnocena jako významná a řazena k nejlepším, včetně antukových semifinále Madrid Masters 2009 a French Open 2013. Finále Australian Open 2012 bývá částí odborníků, analytiků a bývalých hráčů označováno za nejlepší utkání historie. Mary Carillová a John McEnroe označili tento zápas, spolu s jejich semifinále na French Open 2013, vůbec za nejlepší klání hraná na tvrdém povrchu a antuce. Björn Borg uvedl, že semifinále French Open 2013 bylo nejlepším antukovým utkáním, jaké kdy viděl. Web ATPworldtour.com hodnotil soupeření této dvojice za třetí nejlepší v první dekádě třetího tisíciletí, ačkoli jejich série začala až v roce 2006. Každý z členů páru o druhém prohlásil, že pro něj představuje největšího soupeře na okruhu, který ho motivuje k předvedení ještě lepšího tenisu.

## Historie

### 2006
| Vzájemný poměr zápasů     |                 |
| zápasy                    | Djoković –Nadal |
| celkově                   | 31–29           |
| finále celkově            | 15–13           |
| poměr dle turnajů         |                 |
| Grand Slam                | 7–11            |
| finále Grand Slamu        | 4–5             |
| Australian Open           | 2–0             |
| French Open               | 2–8             |
| Wimbledon                 | 2–1             |
| US Open                   | 1–2             |
| Turnaj mistrů             | 3–2             |
| finále Turnaje mistrů     | 1–2             |
| série Masters             | 16–13           |
| finále série Masters      | 7–7             |
| ATP 500/Gold Series       | 2–0             |
| ATP 250/International     | 1–1             |
| Olympijské hry            | 1–1             |
| Davis Cup                 | 0–1             |
| ATP Cup                   | 1–0             |
| poměr dle povrchů         |                 |
| antuka                    | 9–20            |
| tráva                     | 2–2             |
| tvrdý povrch venku        | 16–5            |
| tvrdý povrch v hale       | 4–2             |
| poměr dle setů            |                 |
| duely na 2 vítězné sety   | 24–17           |
| duely na 3 vítězné sety   | 7–12            |
| duely s 5 odehranými sety | 1–1             |

Premiérovým vzájemným kláním a jediným v dané sezóně se stalo čtvrtfinále antukového grandslamu French Open. Favorizovaný obhájce titulu a pozdější vítěz Nadal vyhrál za 114 minut první dva sety shodným poměrem 6–4. Djoković následně vzdal pro zranění.

### 2007
V sezóně se oba utkali sedmkrát, z toho pětkrát zvítězil Španěl.
Úvodním měřením sil se stal boj o titul na březnovém Indian Wells Masters. Pro srbského tenistu utkání představovalo debutové finále v sérii ATP Tour Masters 1000, zatímco Nadal měl zkušenost již s pěti takovými zápasy. Španělský hráč zkušenosti zužitkoval k hladké výhře za 94 minut. Následující týden se však poměr sil obrátil, když na sebe oba narazili ve čtvrtfinále Miami Masters. V utkání trvajícím 97 minut slavil premiérovou výhru Srb.
Během letní antukové sezóny se střetli dvakrát. V obou případech triumfoval favorizovaný Mallorčan. Nejdříve soupeře zdolal mezi poslední osmičkou tenistů na Rome Masters a poté o měsíc později na cestě za třetím grandslamovým titulem v semifinále French Open. Pro Djokoviće to byla první semifinálová zkušenost na turnajích velké čtyřky. První zápas na trávě sehráli mezi poslední čtyřkou na wimbledonském pažitu. Po rovnocenném rozdělení prvních dvou setů byl srbský hráč přinucen utkání skrečovat. Druhé vzájemné vítězství Djoković zaznamenal na Canada Masters probíhajícím v Montréalu, když jej přehrál v semifinále. Po dalším zvládnutém klání slavil druhou trofej ze série Masters 1000. Naposledy se dvojice utkala v základní skupině šanghajského Turnaje mistrů, kde bez potíží vyhrál Španěl.

### 2008
V průběhu roku se pár střetl šestkrát. Nadal zvýšil kladnou zápasovou bilanci na 10–4, když čtyřikrát rivala přehrál.
Na úvod si pro výhru v semifinále březnového Indian Wells Masters došel Djoković, který za necelou hodinu a půl ztratil pouze pět gamů. Opět v semifinálové fázi svedl oba pavouk proti sobě na Hamburg Masters, kde své antukářské kvality potvrdil španělský hráč. Další triumf přidal mezi poslední čtyřkou hráčů na French Open, kde vyřadil Srba třetí sezónu za sebou. Poté si připsal čtvrtý turnajový triumf z Roland Garros bez přerušení.
Následovala Nadalova výhra z boje o titul v londýnském Queen's Clubu, jež pro něj představovala vůbec první kariérní trofej z travnatého turnaje. Na letní události série US Open naopak dominoval Djoković, když si s protivníkem poradil v semifinále Cincinnati Masters. Poslední vzájemná bitva roku přišla opět v semifinálové fázi na pekingských Letních olympijských hrách. Nadal po výhře zvládl i finále a stal se olympijským vítězem.

### 2009
Během sezóny se oba hráči potkali sedmkrát. Z prvních čtyř utkání vyšel vítězně Španěl, zbylé tři opanoval Srb.

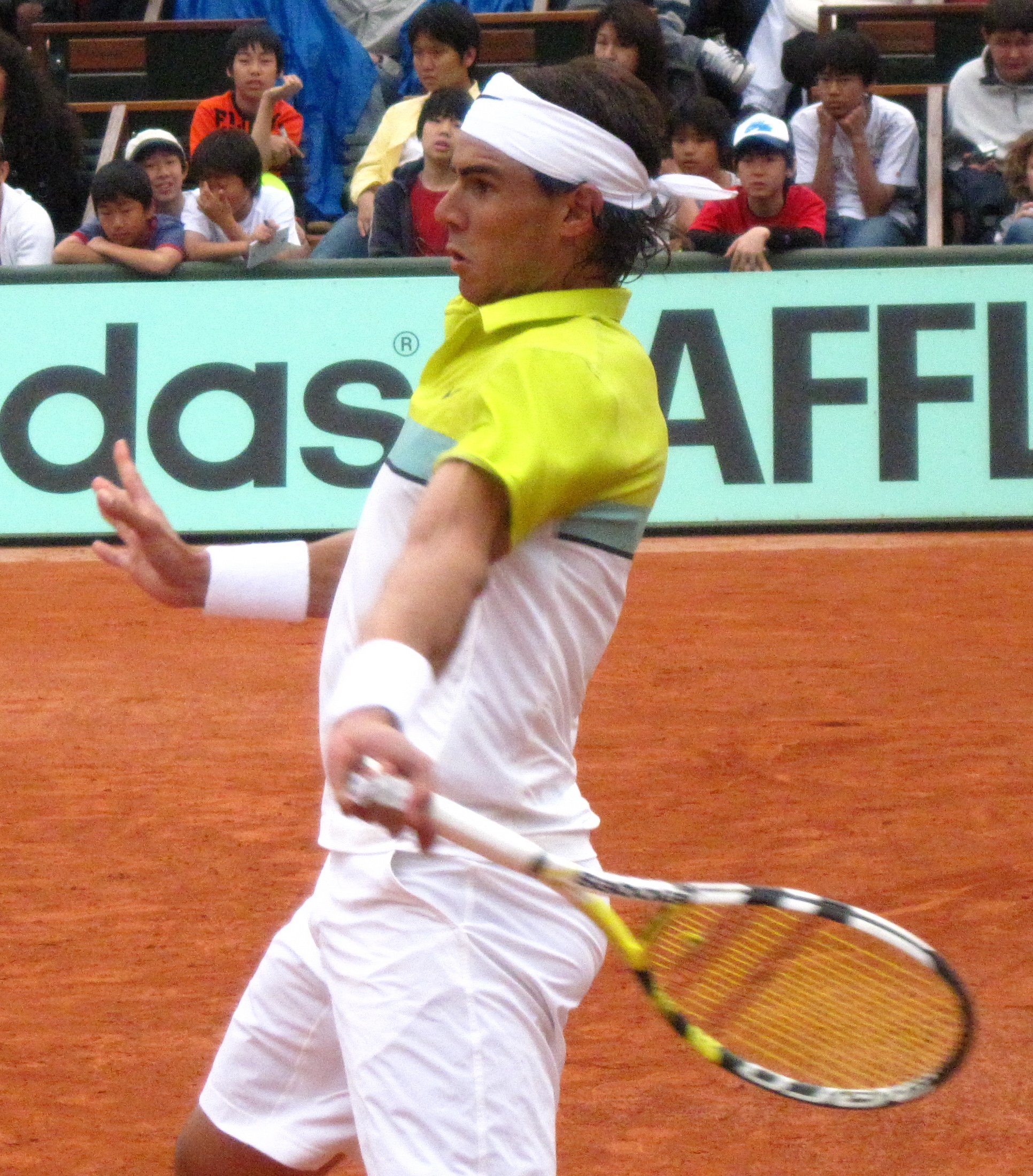
Nadal během French Open 2009

V průběhu roku se členové dvojice několikrát střetli na antuce. Nejdříve je los svedl proti sobě ve finále Monte Carlo Masters, z něhož vyšel po třísetovém průběhu vítězně Nadal. Slavil tak pátou monackou trofej v řadě. Na třetí pozici figurující Djoković musel obhájit titul na Rome Masters, aby se vyhnul pádu na čtvrté místo. Ve finálovém střetnutí mu však za dvě hodiny tento cíl zhatil mallorský rodák, s nímž dokázal hrát vyrovnanou partii pouze v úvodní sadě. Třetím vzájemným antukovým zápasem bez přerušení se stalo semifinále Madrid Masters. Po těžké třísetové bitvě zvítězil Nadal, jenž odvrátil tři mečboly a zvládl dva tiebreaky. Jednalo se o první vzájemný duel trvající déle než čtyři hodiny. Celkový čas 4.03 hodin znamenal vůbec nejdelší utkání otevřené éry tenisu hrané na dva vítězné sety (později rekord překonal zápas Federera a del Potra v semifinále Letních olympijských hrách 2012, kde se ovšem v rozhodující sadě nehrál tiebreak). Jak odborníci tak fanoušci zvolili tento mač jako nejlepší duel sezóny. Djoković později připustil, že se musel s touto prohrou dlouho vyrovnávat.
Opět po roce se oba utkali na tvrdém povrchu Cincinnati Masters. Za 92 minut vyšel ze semifinále znovu vítězně srbský tenista, pro něhož to byla první vzájemná výhra během probíhající sezóny. Po zvládnutém semifinále pařížského BNP Paribas Masters, v němž mu Španěl sebral jen pět her, si došel pro premiérový titul roku v sérii Masters 1000. Také závěrečné klání v základní skupině Turnaje mistrů poprvé konaného v Londýně, opanoval Srb. V duelu trvajícím bez dvou minut dvě hodiny zvládl zkrácenou hru úvodní sady a ve druhé mu prolomené podání přineslo vítězství.

### 2010
Z obou vzájemných utkání sezóny odešel vítězně Nadal.
Premiérové vzájemné finále na Grand Slamu dvojice odehrála během zářijového US Open. Po čtyřsetovém průběhu a 3.43 hodinách hry titul připadl Nadalovi. Stal se tak nejmladším tenistou otevřené éry, jenž zkompletoval kariérní grandslam. Zároveň se po Agassim stal druhým mužským tenistou historie, jenž vybojoval tzv. Zlatý Grand Slam, dosáhl výhry na všech majorech a v olympijském turnaji. Podruhé proti sobě nastoupili v základní fázi Turnaje mistrů. Španěl oplatil soupeři porážku z předchozího roku a po podobném průběhu zvítězil.

### 2011
Všech šest vzájemných klání představovala finále, z toho dvě grandslamová. Pokaždé z nich jako vítěz odešel Djoković.
Na březnové události série Masters 1000, kalifornském Indian Wells Masters, pokračoval srbský tenista ve skvělé formě, když od začátku sezóny udržoval svou neporazitelnost. V třísetovém boji o titul zdolal Nadala a na turnaji slavil druhý triumf. O dva týdny později se oba utkali v posledním duelu floridského Miami Masters. Srb dokázal po ztrátě první sady duel opět otočit a vyhrát 2:1 na sety.
Ve finále antukového Madrid Masters si Djoković připsal vůbec první vzájemné vítězství na antukovém povrchu, a to ve dvou sadách. V utkání o titul na navazujícím Rome Masters pak přidal další dvousetovou výhru, již čtvrtou v probíhající sezóně. Popáté oba pavouk svedl k finálovému klání na travnatém Wimbledonu. Po dvou hodinách a dvaceti osmi minutách srbský hráč vybojoval premiérový wimbledonský titul, když soupeře přehrál ve čtyřech setech. Naposledy, pošesté, na sebe opět narazili ve finále US Open, kde v předchozím ročníku slavil titul Španěl. Djoković však protivníkovi porážku oplatil. Po čtyřech hodinách a deseti minutách získal třetí Grand Slam kariéry, k němuž potřeboval odehrát čtyři sety.

### 2012
Ze čtyř vzájemných střetnutí zvítězil Nadal třikrát. Úvodní finálový zápas na Grand Slamu připadl Djokovićovi, druhý pak Španělovi.

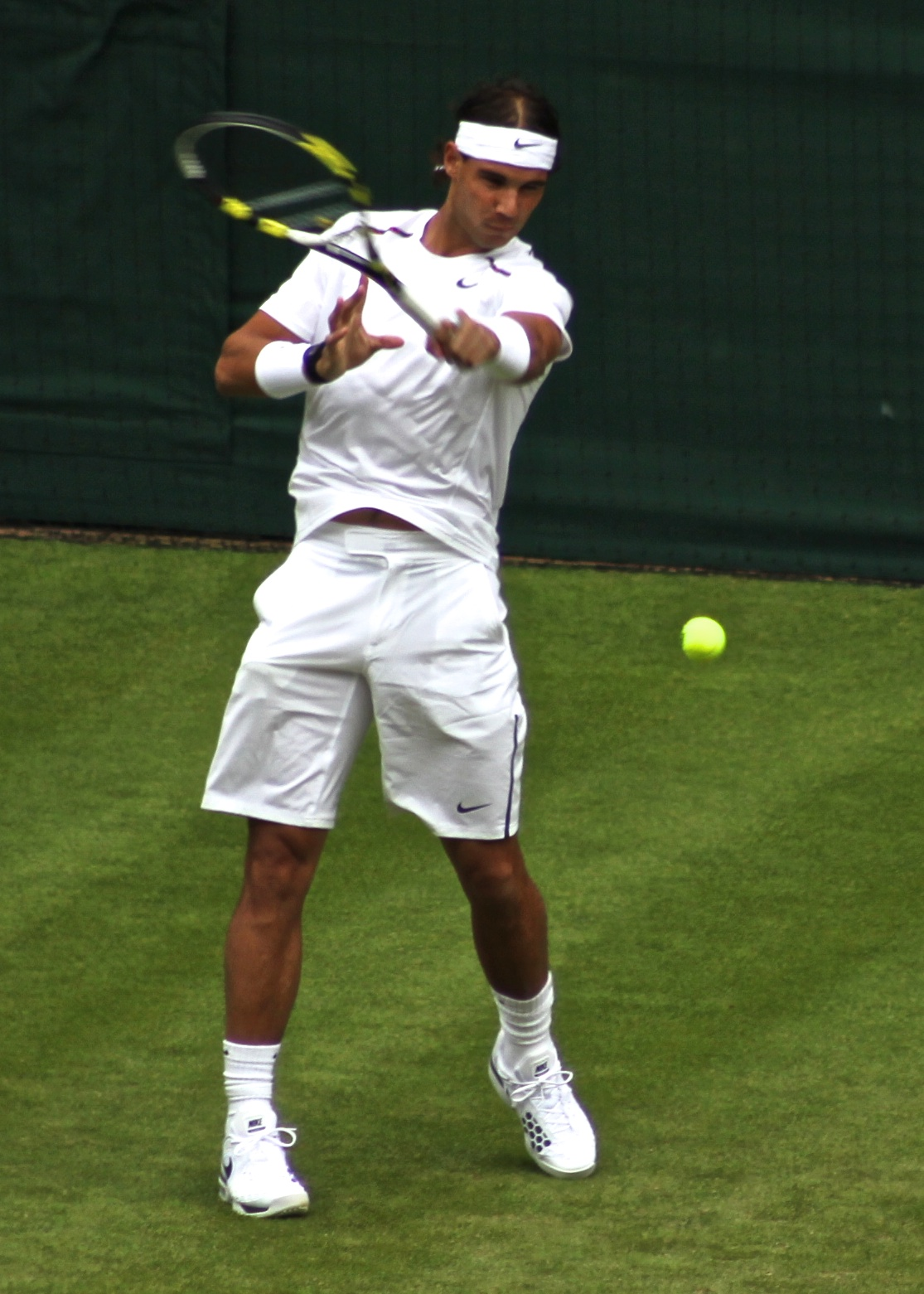
Nadal po Wimbledonu 2012 nehrál několik měsíců pro zranění

Finále Australian Open představovalo napínavou pětisetovou bitvu, která se zapsala do historie tenisu. Po 5.53 hodinách hry slavil čtvrtý grandslamový triumf Djoković. Oba členové dvojice se tak objevili ve třetím finále majoru za sebou, po Wimbledonu 2012 a US Open 2012. Zápas se stal nejdelším grandslamovým finále v otevřené éře tenisu, bez rozdílu soutěže. Po dohrání byli finalisté tak vyčerpaní, že na závěrečném ceremoniálu seděli namísto obvyklého setrvání ve stoje. Nadal duel okomentoval jako největší porážku kariéry a nejlepší zápas, který kdy odehrál. Djoković uvedl, že na tento moment nikdy nezapomene a vítězství považuje ve své kariéře za přelomové.
V boji o titul na antukovém Monte–Carlo Masters dosáhl španělský hráč na osmou turnajovou trofej z monacké události v řadě. Prodloužil tak svou rekordní sérii v otevřené éře tenisu v počtu vyhraných ročníků na jediném turnaji. Poprvé od listopadu 2010 dokázal Djokoviće porazit, když mezi lednem 2011 až lednem 2012 soupeř zvítězil ve všech sedmi finálových duelech. Ve finále Rome Masters oplatil španělský hráč Srbovi dvousetovou porážku z předchozího roku a zaznamenal šestou římskou trofej od sezóny 2005. Na grandslamu French Open se oba potkali opět až v boji o titul. Stali se tak teprve druhou mužskou dvojicí v historii tenisu, jejíž členové se probojovali do čtyř finále Grand Slamu za sebou. Pro oba byl zápas výzvou. Nadal mohl výhrou překonat rekordních šest Bjorgových titulů z Roland Garros bez přerušení. Djoković se naopak mohl stát prvním mužským tenistou od Roda Lavera, jenž v roce 1969 zvítězil na čtyřech majorech v řadě. Španěl potvrdil roli výborného antukáře, a po sérii tří proher z finále Grand Slamu, soupeře za necelé čtyři hodiny přehrál po čtyřsetovém průběhu. Vytrvalý déšť zápas opakovaně přerušil. Poprvé od roku 1973 tak došlo k jeho dohrání až v pondělí (od stavu 6–4, 6–3, 2–6, 1–2 z pohledu Nadala). Mallorský rodák se ziskem sedmého Poháru mušketýrů stal nejúspěšnějším hráčem pařížského grandslamu. Současně vyrovnal nejvyšší počet vítězných grandslamů ve dvouhře z jediného turnaje, když se zařadil po bok sedmi wimbledonských výher Američana Peta Samprase.

### 2013
Po třech výhrách si z celkového počtu šesti klání připsal každý člen dvojice.
Potřetí se oba potkali ve finále Monte Carlo Masters a poprvé v něm dokázal zvítězit srbský hráč. Ukončil tak Španělovu rekordní sérii osmi monackých titulů v řadě. Zápas představoval jejich první duel od červnového boje o trofej na French Open 2012 a celkově dvanácté finálové utkání z posledních třinácti střetnutí.

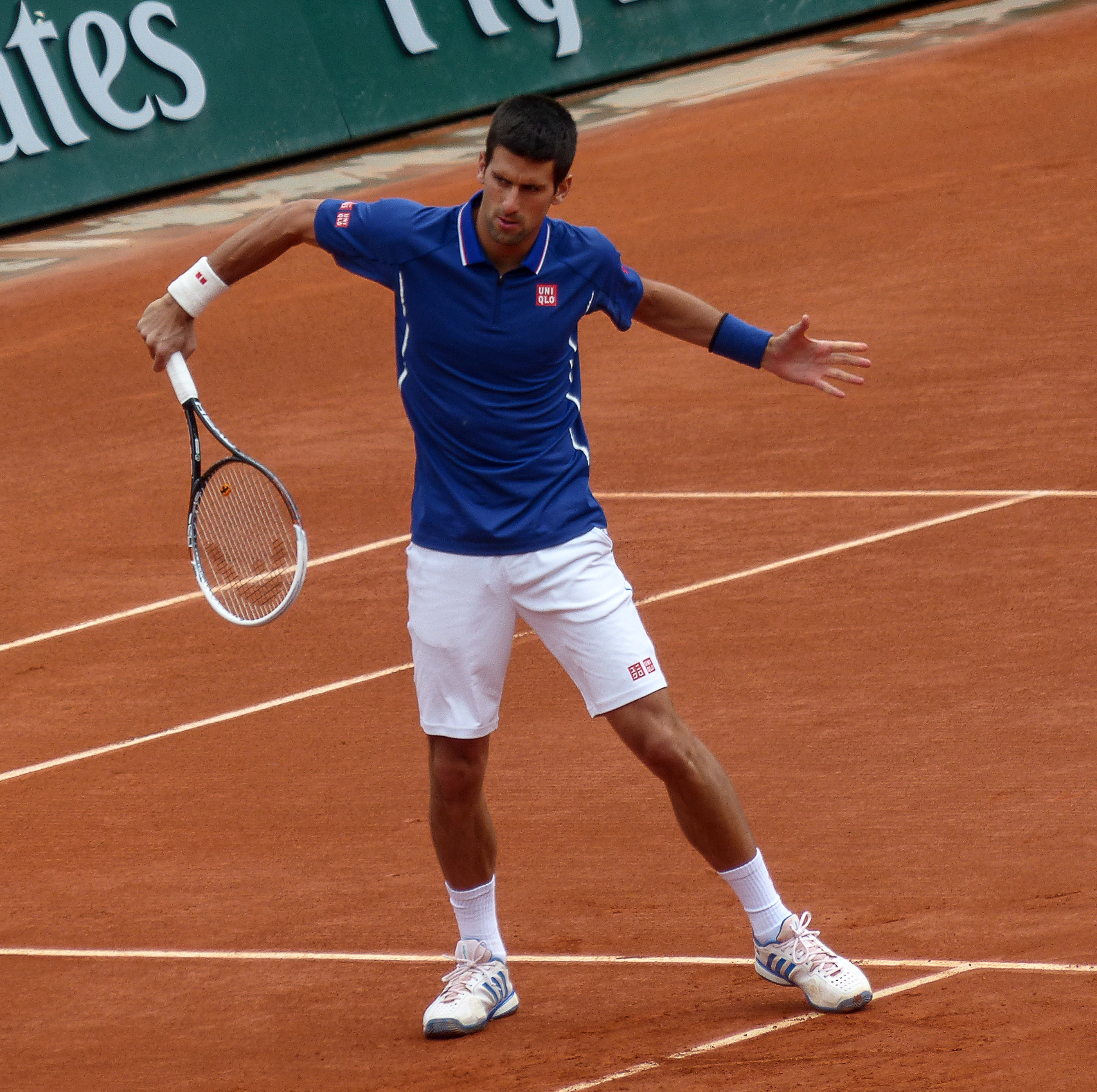
Na French Open 2013 prohrál Djoković s Nadalem v semifinále

Na French Open na sebe narazili v semifinále. Nadal byl třetí nasazený a figuroval ve stejné polovině pavouku jako srbská světová jednička. Duel je považován za jedno z nejlepších antukových představení v historii tenisu. Ve čtvrté sadě byl Španěl dva míče od postupu, ale Srb zvládl tiebreak, kterým poslal bitvu do pátého rozhodujícího dějství. V něm pak po dramatické koncovce připadl zápas sedminásobnému šampiónu poměrem her 9–7, přestože měl soupeř za stavu 4–2 výhodu prolomeného podání. Utkání trvalo čtyři hodiny a třicet sedm minut. Po vítězném finále se Nadal stal prvním mužem v historii, kterému se podařilo jediný Grand Slam vyhrát osmkrát. V historických tabulkách se dvanáctou trofejí dotáhl na Australana Roye Emersona, s nímž spolusdílel 3. místo za sedmnácti tituly Federera a čtrnácti trofejemi Samprase.
Z hlediska vývoje semifinálového zápasu se jednalo téměř o zrcadlově obrácený průběh vůči finále na Australian Open 2012, v němž Djoković vedl 2–1 na sety a ve čtvrté sadě byl také pouhé dva míče od postupu. Nadal se tehdy do zápasu obdobně vrátil zvládnutou zkrácenou hrou. V pátém setu měl poražený hráč vždy break k dobru a v jeho prostředku udělal lehkou nevynucenou chybu, která znamenala rozhodující obrat nadějného vývoje. V melbournském finále poslal Nadal do autu bekhend za stavu 4–2 a 30–15 (a nesotáhl daný game k vedení 5–2), zatímco Djoković zkazil do sítě jasný vítězný míč za stavu 4–3. Pokažené balóny znamenaly naději pro pozdější vítěze, kteří si následně vzali ztracené podání zpět. Djoković dovedl finále Australian Open 2012 k výhře poměrem 7–5 a Nadal rozhodl semifinále French Open 2013 ve svůj prospěch výsledkem 9–7. Španěl po vítězném utkání prohlásil, že se jednalo téměř o „dokonalou spravedlnost“ ve vzpomínce na rok starou porážku v Melbourne Parku.
Nadal byl tak za své devítileté působení na Roland Garros nucen odehrát druhé pětisetové klání (předtím v pěti sadách porazil pouze Johna Isnera v 1. kole French Open 2011). V semifinálové fázi srpnového Canada Masters zvítězil Španěl ve třech setech, když v těsném průběhu rozhodl až tiebreak posledního dějství. Po zvládnutém finále dosáhl na rekordní 25. titul ze série Masters 1000. Nadal zvládl také přímý boj o trofej na US Open. Ve finále newyorského grandslamu se dvojice potkala potřetí. Španěl slavil po čtyřsetovém vývoji šestou výhru z posledních sedmi zápasů.
Poslední dva duely roku naopak připadly srbskému tenistovi shodným poměrem gamů 6–3 a 6–4. Přestože Djoković nejdříve triumfoval ve finále China Open, bodový zisk Španělovi po turnaji zajistil návrat na pozici světové jedničky právě na úkor Srba. Poté se utkali ve finále londýnského Turnaje mistrů, kde Djoković slavil třetí titul ze závěrečné události roku. Naopak Nadalovi neumožnil zkompletovat sbírku všech významných trofejí, když mu titul z Turnaje mistrů stále jako jediný unikal. Španěl zakončil sezónu na prvním a Srb na druhém místě světové klasifikace. Djoković zaznamenal od zářijové prohry ve finále US Open sérii 24zápasové neporazitelnosti. Dominanci v probíhající sezóně dvojice potvrdila bodovým stavem, když součet obou hráčů činil 25 290 bodů, což bylo více než celkový bodový součet v pořadí třetího až sedmého tenisty světa.

### 2014

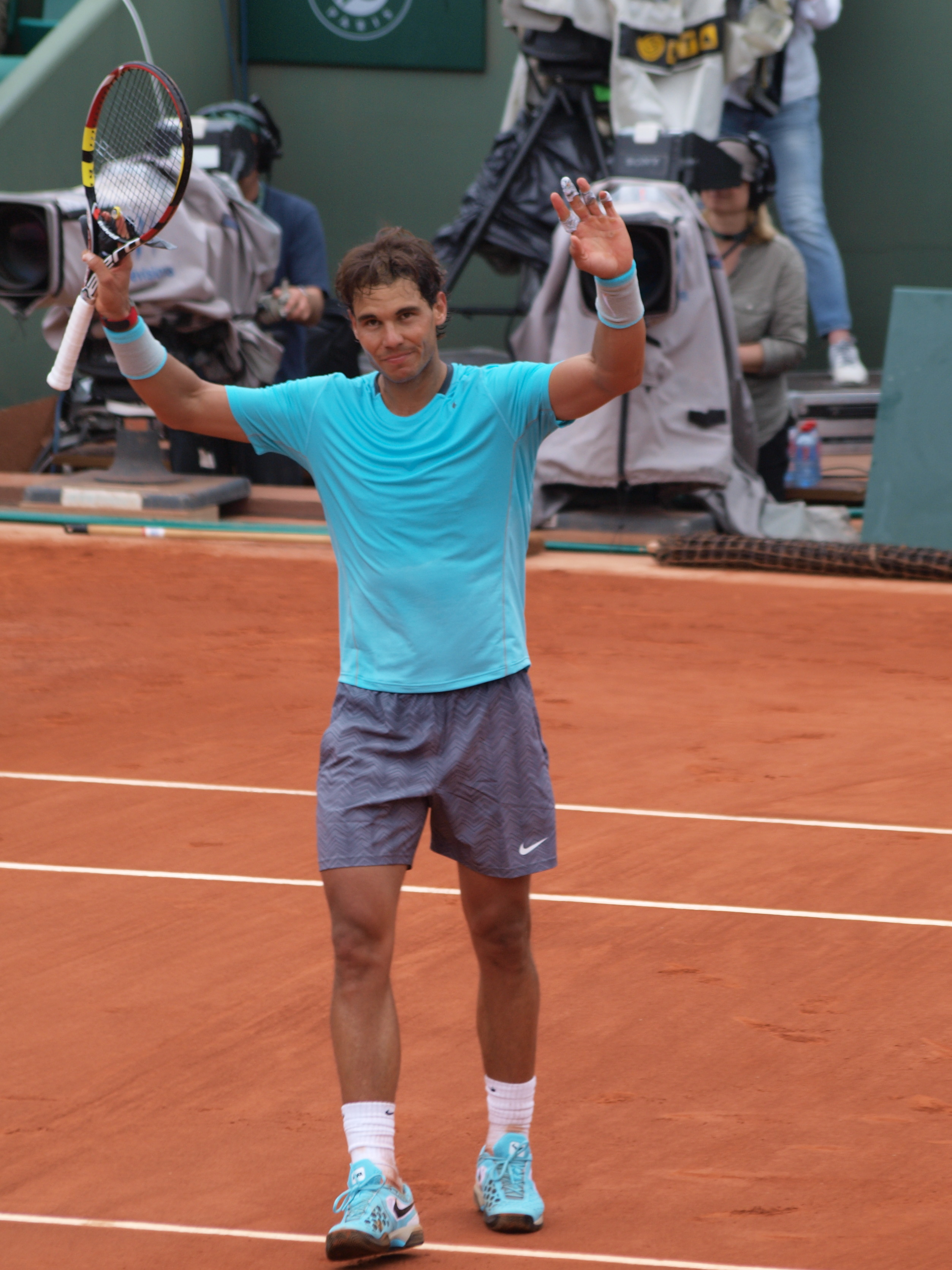
Rafael Nadal na French Open 2014

Třetí vzájemný finálový duel za sebou Djoković vyhrál, když ve finále březnového Miami Masters zdolal Španěla 6–3 a 6–3. V sérii finálových vítězství pak pokračoval na květnovém Rome Masters, kde si připsal 19. titul ze série Masters 1000.
Ve finále French Open přerušil Nadal soupeřovu čtyřzápasovou šňůru výher. Duel byl také kláním, kdo bude po French Open figurovat na čele žebříčku ATP. Přes ztrátu úvodní sady dovedl Španěl zápas k vítěznému konci, když získal zbylé tři dějství. Při první mečbolové příležitosti soupeře zakončil Djoković duel dvojchybou. Poměrem 3–6, 7–5, 6–2 a 6–4 si manacorský rodák připsal rekordní devátý Pohár mušketýrů pro šampióna Roland Garros a celkově 14. grandslamovou trofej, čímž se v historických tabulkách dotáhl na druhou pozici Američana Peta Samprase. Po zápase měl turnajovou bilanci 66 výher a jedinou porážku z roku 2009. Stal se prvním mužem historie tenisu, jenž dokázal jediný Grand Slam vyhrát devětkrát. Pohár mu předala švédská legenda a šestinásobný šampión z pařížské antuky Björn Borg. Při ceremoniálu Nadal uvedl: „Je to den plný emocí. Tenis mi dnes vrátil, co mi vzal v Austrálii. Novak je velký soupeř. Je mi ho líto, ale věřím, že tenhle turnaj jednou vyhraje.“

### 2015
V sezóně se utkali čtyřikrát a vždy zvítězil Djoković bez jediného ztraceného setu, když celé sezóně dominoval v roli světové jedničky.
Poprvé srbský tenista vyhrál v semifinále antukového Monte-Carlo Rolex Masters. Podruhé pětinásobného obhájce Nadala porazil ve čtvrtfinále French Open. Následně se potkali ve finále říjnového China Open, v němž vyhrál Djoković za 1:30 hodin nad španělskou světovou sedmičkou po dvousetovém průběhu 6–2 a 6–2. Počtem gamů se jednalo o nejhladší vítězství ve vzájemném utkávání. Na China Open si Srb udržel i při šestém startu celkovou neporazitelnost, když všech 29 zápasů do nichž v Pekingu nastoupil, vyhrál. Za Nadalovým tenisovým rekordem, 31 vyhranými zápasy v řadě od premiérového startu (na French Open), tak zaostával pouze o dvě utkání. Semifinále odehráli na Turnaji mistrů, do nějž postoupil Nadal po třech výhrách v základní fázi. Pozdější vítěz turnaje Djoković v něm uspěl po setech 6–3 a 6–3. Vzájemný poměr klání ze závěrečné události roku tak činil 3–2 v jeho prospěch.

### 2016
Úvodní lednový týden sezóny se pár utkal ve finále Qatar ExxonMobil Open. Jednalo se o druhý duel v kategorii ATP )Tour 250 či International Series. První hráč světa Novak Djoković zvítězil za 73 minut nad světovou pětkou Rafaelem Nadalaem 6–1, 6–2 a získal jubilejní šedesátý singlový titul na okruhu ATP Tour. Vyhrál tak devátý z posledních deseti vzájemných utkání a vůbec poprvé se ujal v sérii vedení 24–23 na zápasy. Jednalo se o jeho nejhladší kariérní výhru nad Španělem, pro kterého zápas představoval 99. finálový duel na okruhu.
Podruhé v roce se potkali během semifinále březnového BNP Paribas Open, kde opět po dvousetovém průběhu dominoval Djoković, jenž následně jako první tenista vybojoval pátou trofej z Indian Wells Masters. Sérii neporazitelnosti navýšil Djoković na sedm zápasů, když Španěla zdolal ve dvou setech čtvrtfinále Internazionali BNL d'Italia. V duelu rozhodly až koncovky obou dějství. V každém setu přitom Nadal promarnil výhodu soupeřova sebraného podání.

### 2017
Jubilejní padesátý zápas odehráli v semifinále květnového Mutua Madrid Open. Poprvé od French Open 2014 zvítězil Nadal, když za 1.39 hodin vyhrál ve dvou setech. Naposledy předtím se Srbem neztratil set ve finále Rome Masters 2012.

### 2018
Po více než roce dvojice odehrála zápas v semifinále Internazionali BNL d'Italia, z něhož vyšel vítězně Nadal po setech  7–6 a 6–3. Djoković španělské světové jedničce porážku oplatil v téže fázi Wimbledonu. Jednalo se o druhé nejdelší semifinále ve wimbledonské historii, když jej délkou překonal jen bezprostředně předtím hraný první semifinálový duel na dvorci. Srb triumfoval po 5.21 hodinách výsledkem 6–4, 3–6, 7–6, 3–6 a 10–8. Navýšil mírně aktivní vzájemnou bilanci na 27–25. Oba shodně zahráli 73 vítězných míčů a vytvořili 42 nevynucených chyb.

### 2019

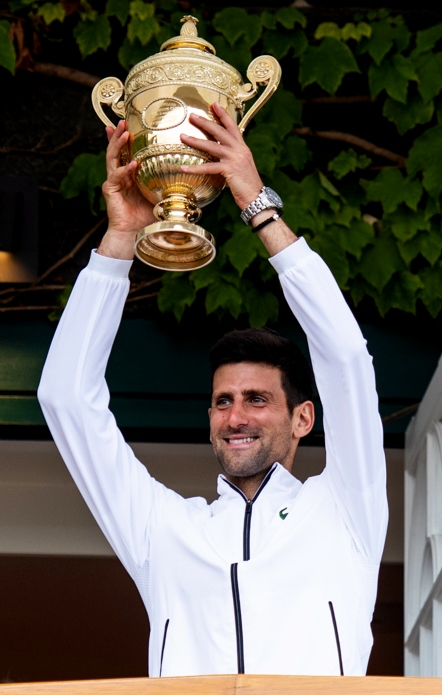
Novak Djoković s pátou wimbledonskou trofejí, 2019

Na úvod sezóny se pár střetl ve finále Australian Open. První hráč světa Djoković za 2.06 hodin zdolal španělskou světovou dvojku Nadala po třísetovém průběhu 6–3, 6–2, 6–3. Ve finále čelil jedinému brejkbolu a dopustil se pouze devíti nevynucených chyb, oproti dvaceti osmi Španěla. Pětkrát Španělovi prolomil podání. Na tvrdém povrchu dosáhl sedmé vzájemné výhry v řadě a šňůry čtrnácti setů. V rámci grandslamu se oba střetli v patnáctém duelu, z toho poosmé ve finále. Nadal utržil nejtěžší porážku v grandslamovém finále, v němž poprvé nezískal ani set. Po roce na sebe opět narazili na Internazionali BNL d'Italia, tentokrát ve finále. Nadal opět nad prvním mužem žebříčku Djokovićem zvítězil 6–0, 4–6 a 6–1. Až 54. vzájemný duel a 142. sada této série přinesly první „kanár“, set v poměru 6–0. Celkově 34. trofejí v sérii Masters se mallorský rodák na čele odpoutal od Djokoviće.

### 2020
Po Davis Cupu 2009 se oba podruhé potkali v týmové soutěži, když odehráli druhou dvouhru finále na úvodním ročníku ATP Cupu. Djoković zvítězil 6–2, 7–6 a Srbsko získalo pohár. V repríze finále z let 2012 a 2014 Nadal vyhrál nad Srbem v boji o titul na Roland Garros. Bělehradského rodáka porazil za 2.41 hodiny  po třísetovém průběhu 6–0, 6–2, 7–5. Pařížské finále se poprvé hrálo v hale pod zataženou střechou. Bělehradský rodák premiérově utržil ve finále majoru „kanára“. Na French Open Španěl svého rivala zdolal posedmé z osmi duelů.

### 2021
Druhý hráč světa, 34letý Nadal, zdolal za 2.49 hodiny srbskou světovou jedničku po setech 7–5, 1–6 a 6–3. Vybojoval tak rekordní desátý titul na Rome Masters. Španěl se na římské antuce ujal vedení 6–3, respektive 4–2 ve finále. Třicátým šestým titulem v sérii Masters se dotáhl na vedoucího Djokoviće, jenž se stal prvním hráčem na okruhu ATP Tour, který na jediném turnaji odešel z finále pošesté poražen. Djoković mu prohru oplatil na Roland Garros. Ve 108. utkání na pařížské antuce tak Španěl utržil teprve třetí porážku, a druhou od srbského tenisty. Ze semifinále či finále French Open odešel poražen až při své čtrnácté účasti.

### 2022
Australian Open 2022, kterého se Novak Djoković nemohl zúčastnit z důvodu neprokázané vakcinace, vyhrál jeho dlouholetý rival Rafael Nadal. Ten se tak odpoutal od Rogera Federera a právě Novaka Djokoviće, a stal se tak vůbec prvním tenistou historie, který vyhrál 21 Grandslamových titulů (GS). Nadal si vysloužil obrovský obdiv nejen proto, že se na kurty vrátil po téměř půlroční přestávce zaviněné zraněním nohy, ale také z toho důvodu, že jako první tenista od roku 1965 dokázal otočit a vyhrát finále Australian Open z 0:2 sety. Posledním tenistou před Nadalem, kterému se povedl stejný kousek, byl Australan Roy Emerson.
Potřetí za sebou se oba utkali na French Open, tentokrát již ve čtvrtfinále. Na pařížském grandslamu se poprvé členové jedné dvojice střetli podesáté. Poprvé v historii tenisu také proti sobě nastoupili hráči, kteří vyhráli 20 grandslamů, 1 000 zápasů na okruhu a 300 utkání na grandslamu. Druhý ročník se v Paříži konala večerní utkání. Duel začal v květnu a skončil po jedné hodině ranní již v červnu. Pátý hráč světa Nadal tři dny před 36. narozeninami oplatil světové jedničce Djokovićovi prohru z předchozího ročníku a vyhrál ve čtyřech setech. Srb přitom nevyužil dva setboly na prodloužení zápasu do páté sady. Španěl proměnil 7 ze 17 brejkbolů a odvrátil 8 z 12 brejkových příležitostí soupeře. Již ve čtvrtém kole strávil na dvorci 4 hodiny a 20 minut. Proti Srbovi pak další 4 hodiny a 12 minut. Před turnajem přitom  odehrál jen dva přípravné antukové turnaje, když šest týdnu absentoval pro zlomeninu žebra a chronické poranění nohy. Celkový aktivní poměr v pařížských čtvrtfinále navýšil na 15–1 a proti Srbovi na 8–2. Djokovićova neporazitelnost skončila po 9 zápasech a 22 setech.

### 2024
Jubilejní šedesáté utkání sehráli opět na Chatrierově dvorci, stejně jako první vzájemný duel ve čtvrtfinále French Open 2006. Druhé kolo Letních olympijských her 2024 v Paříži ovládl druhý hráč světa Djoković, který se ujal vedení 6–1 a 4–0. Nadal, jemuž patřila až 161. příčka kvůli dlouhodobé absenci na okruhu, však průběh druhé sady zdramatizoval. Po srovnání gamů na 4–4 ale popáté ztratil podání a utkání prohrál. Srb využil 5 z 12 brejkbolů oproti 2 ze 3 na straně Španěla.

## Analýza
Tenisoví komentátoři Dick Enberg, John McEnroe a Mary Carillová se shodli na tom, že soupeření této dvojice má potenciál stát se největším měřením sil dvou tenistů v historii, a to díky vysokému počtu již odehraných zápasů, jejich vysoké úrovni, a také nízkému věkovému odstupu – přibližně jednoho roku, obou aktérů.

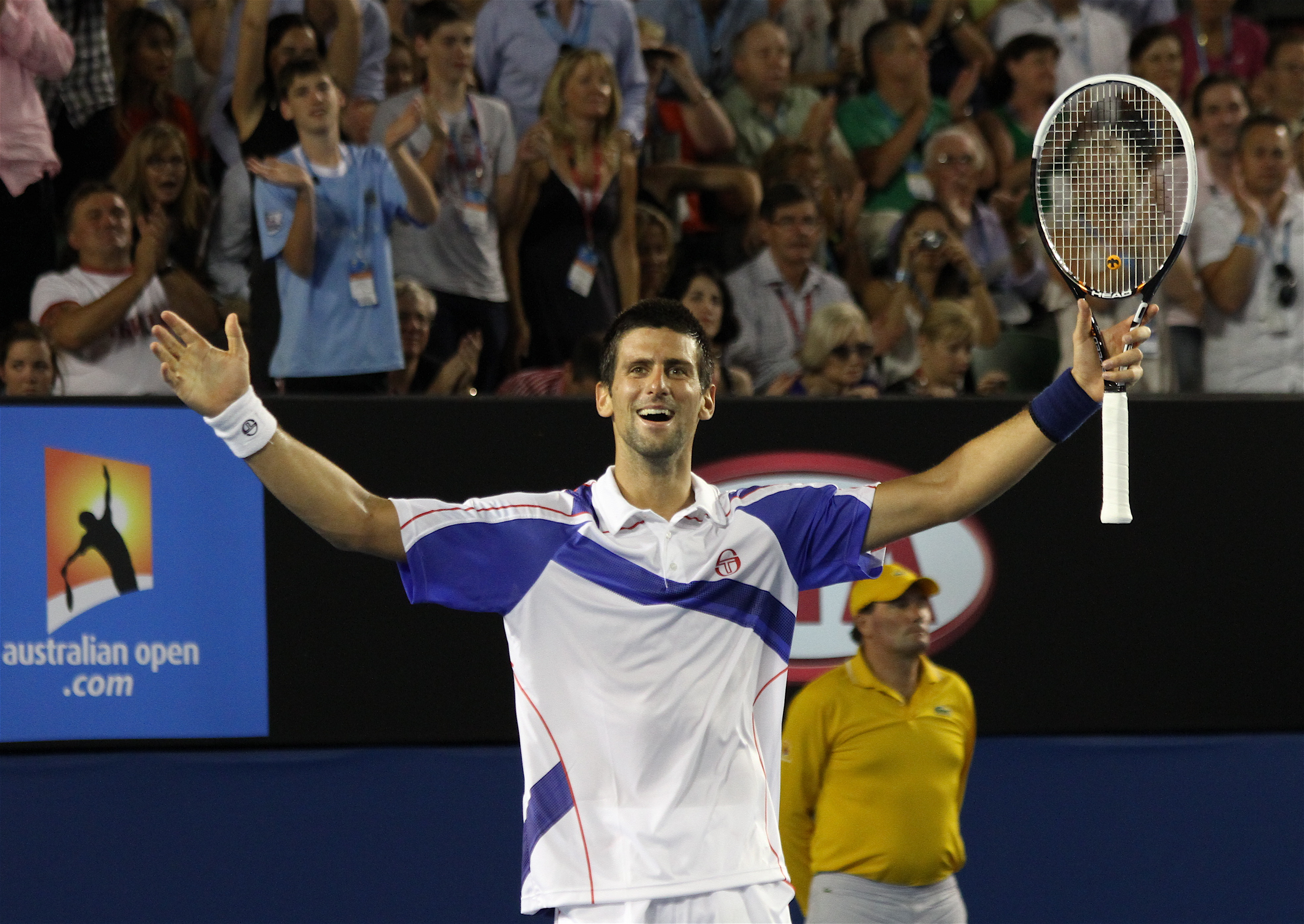
Djoković slaví titul na Australian Open 2011

Djoković představuje hráče s nejvyšším počtem výher nad Nadalem na okruhu ATP Tour. To platí i opačně, když španělský tenista uštědřil Srbovi nejvíce porážek. Djoković svého rivala jako jediný porazil ve čtyřech finále antukových turnajů. Někteří odborníci se domnívají, že jako jediný dokáže být právě na antukovém povrchu vyrovnaným soupeřem Nadala, když jeho druhý úhlavní protivník Roger Federer, zaznamenal úhrnem pouze dvě antuková vítězství. Španěl i Srb praktikují podobný herní styl.
V úvodní fázi vzájemných klání měl navrch Nadal, jenž vedl 16–7 na zápasy. Poté přišlo Djokovićovo období, když srbský hráč zvítězil v sedmi finálových utkáních za sebou a snížil negativní bilanci na 14–16. Následovala opět Španělova dominance během níž mallorský rodák vyhrál šest ze sedmi duelů. Poslední dvě střetnutí roku 2013 připadla Djokovićovi.
Web ATPworldtour.com hodnotil v roce 2009 soupeření této dvojice jako třetí nejlepší v úvodní dekádě třetího tisíciletí, ačkoli měření sil obou hráčů započalo relativně pozdě, až v průběhu sezóny 2006.

## Poměr zápasů dle turnaje a povrchu
|                      | Vzájemný poměr zápasů dle turnaje a povrchu | Vzájemný poměr zápasů dle turnaje a povrchu | Vzájemný poměr zápasů dle turnaje a povrchu | Vzájemný poměr zápasů dle turnaje a povrchu | Vzájemný poměr zápasů dle turnaje a povrchu | Vzájemný poměr zápasů dle turnaje a povrchu | Vzájemný poměr zápasů dle turnaje a povrchu | Vzájemný poměr zápasů dle turnaje a povrchu | Vzájemný poměr zápasů dle turnaje a povrchu | Vzájemný poměr zápasů dle turnaje a povrchu |
| tvrdý venku          | tvrdý venku                                 | antuka                                      | antuka                                      | tráva                                       | tráva                                       | tvrdý v hale                                | tvrdý v hale                                | celkem                                      | celkem                                      |                                             |
| Djoković             | Nadal                                       | Djoković                                    | Nadal                                       | Djoković                                    | Nadal                                       | Djoković                                    | Nadal                                       | Djoković                                    | Nadal                                       |                                             |
| -------------------- | ------------------------------------------- | ------------------------------------------- | ------------------------------------------- | ------------------------------------------- | ------------------------------------------- | ------------------------------------------- | ------------------------------------------- | ------------------------------------------- | ------------------------------------------- | ------------------------------------------- |
| Australian Open      | 2                                           | 0                                           |                                             |                                             |                                             |                                             |                                             |                                             | 2                                           | 0                                           |
| French Open          |                                             |                                             | 2                                           | 8                                           |                                             |                                             |                                             |                                             | 2                                           | 8                                           |
| Wimbledon            |                                             |                                             |                                             |                                             | 2                                           | 1                                           |                                             |                                             | 2                                           | 1                                           |
| US Open              | 1                                           | 2                                           |                                             |                                             |                                             |                                             |                                             |                                             | 1                                           | 2                                           |
| Turnaj mistrů        |                                             |                                             |                                             |                                             |                                             |                                             | 3                                           | 2                                           | 3                                           | 2                                           |
| Indian Wells         | 3                                           | 1                                           |                                             |                                             |                                             |                                             |                                             |                                             | 3                                           | 1                                           |
| Miami                | 3                                           | 0                                           |                                             |                                             |                                             |                                             |                                             |                                             | 3                                           | 0                                           |
| Monte-Carlo          |                                             |                                             | 2                                           | 2                                           |                                             |                                             |                                             |                                             | 2                                           | 2                                           |
| Řím                  |                                             |                                             | 3                                           | 6                                           |                                             |                                             |                                             |                                             | 3                                           | 6                                           |
| Hamburk / Madrid     |                                             |                                             | 1                                           | 3                                           |                                             |                                             |                                             |                                             | 1                                           | 3                                           |
| Kanada               | 1                                           | 1                                           |                                             |                                             |                                             |                                             |                                             |                                             | 1                                           | 1                                           |
| Cincinnati           | 2                                           | 0                                           |                                             |                                             |                                             |                                             |                                             |                                             | 2                                           | 0                                           |
| Paříž                |                                             |                                             |                                             |                                             |                                             |                                             | 1                                           | 0                                           | 1                                           | 0                                           |
| Peking               | 2                                           | 0                                           |                                             |                                             |                                             |                                             |                                             |                                             | 2                                           | 0                                           |
| Londýn, Queen's Club |                                             |                                             |                                             |                                             | 0                                           | 1                                           |                                             |                                             | 0                                           | 1                                           |
| Dauhá                | 1                                           | 0                                           |                                             |                                             |                                             |                                             |                                             |                                             | 1                                           | 0                                           |
| Davis Cup            |                                             |                                             | 0                                           | 1                                           |                                             |                                             |                                             |                                             | 0                                           | 1                                           |
| ATP Cup              | 1                                           | 0                                           |                                             |                                             |                                             |                                             |                                             |                                             | 1                                           | 0                                           |
| Letní olympijské hry | 0                                           | 1                                           | 1                                           |                                             |                                             |                                             |                                             |                                             | 1                                           | 1                                           |
| Celkem               | 16                                          | 5                                           | 9                                           | 20                                          | 2                                           | 2                                           | 4                                           | 2                                           | 31                                          | 29                                          |

#### Vítězové zápasů na Grand Slamu
| Australian Open                              |   |   |   |  |   |   | D |   |   |   |  |  |   | D |   |   |   |
| French Open                                  | N | N | N |  |   |   | N | N | N | D |  |  |   |   | N | D | N |
| Wimbledon                                    |   | N |   |  |   | D |   |   |   |   |  |  | D |   |   |   |   |
| US Open                                      |   |   |   |  | N | D |   | N |   |   |  |  |   |   |   |   |   |
| – Djoković, – Nadal, tučně zvýrazněno finále |   |   |   |  |   |   |   |   |   |   |  |  |   |   |   |   |   |

## Seznam zápasů: Djoković–Nadal
| Legenda                       | Legenda               | Legenda  | Legenda |
| 2004–2008                     | od 2009               | Djoković | Nadal   |
| ----------------------------- | --------------------- | -------- | ------- |
| Grand Slam                    | Grand Slam            | 7        | 11      |
| Tennis Masters Cup            | ATP Tour Finals       | 3        | 2       |
| ATP Masters Series            | ATP Tour Masters 1000 | 16       | 13      |
| ATP International Series Gold | ATP Tour 500          | 2        | 0       |
| ATP International Series      | ATP Tour 250          | 1        | 1       |
| Davis Cup                     | Davis Cup             | 0        | 1       |
| ATP Cup                       | ATP Cup               | 1        | 0       |
| Letní olympiáda               | Letní olympiáda       | 1        | 1       |
| Celkem                        | Celkem                | 31       | 29      |

### Dvouhra: 60 (31–29)
| č.                   | rok  | turnaj          | povrch    | fáze             | vítěz    | výsledek                       | čas  | D–N   |
| -------------------- | ---- | --------------- | --------- | ---------------- | -------- | ------------------------------ | ---- | ----- |
| 1.                   | 2006 | Roland Garros   | antuka    | čtvrtfinále      | Nadal    | 6–4, 6–4skreč                  | 1:54 | 0–1   |
| 2.                   | 2007 | Indian Wells    | tvrdý     | finále           | Nadal    | 6–2, 7–5                       | 1:34 | 0–2   |
| 3.                   | 2007 | Miami           | tvrdý     | čtvrtfinále      | Djoković | 6–3, 6–4                       | 1:37 | 1–2   |
| 4.                   | 2007 | Řím             | antuka    | čtvrtfinále      | Nadal    | 6–2, 6–3                       | 1:41 | 1–3   |
| 5.                   | 2007 | Roland Garros   | antuka    | semifinále       | Nadal    | 7–5, 6–4, 6–2                  | 2:28 | 1–4   |
| 6.                   | 2007 | Wimbledon       | tráva     | semifinále       | Nadal    | 3–6, 6–1, 4–1skreč             | 1:41 | 1–5   |
| 7.                   | 2007 | Kanada          | tvrdý     | semifinále       | Djoković | 7–5, 6–3                       | 1:51 | 2–5   |
| 8.                   | 2007 | Turnaj mistrů   | tvrdý (h) | základní skupina | Nadal    | 6–4, 6–4                       | 1:44 | 2–6   |
| 9.                   | 2008 | Indian Wells    | tvrdý     | semifinále       | Djoković | 6–3, 6–2                       | 1:28 | 3–6   |
| 10.                  | 2008 | Hamburk         | antuka    | semifinále       | Nadal    | 7–5, 2–6, 6–2                  | 3:03 | 3–7   |
| 11.                  | 2008 | Roland Garros   | antuka    | semifinále       | Nadal    | 6–4, 6–2, 7–6(7–3)             | 2:49 | 3–8   |
| 12.                  | 2008 | Queen's Club    | tráva     | finále           | Nadal    | 7–6(8–6), 7–5                  | 2:16 | 3–9   |
| 13.                  | 2008 | Cincinnati      | tvrdý     | semifinále       | Djoković | 6–1, 7–5                       | 1:26 | 4–9   |
| 14.                  | 2008 | Letní olympiáda | tvrdý     | semifinále       | Nadal    | 6–4, 1–6, 6–4                  | 2:10 | 4–10  |
| 15.                  | 2009 | Davis Cup       | antuka    | 1. kolo          | Nadal    | 6–4, 6–4, 6–1                  | 2:28 | 4–11  |
| 16.                  | 2009 | Monte-Carlo     | antuka    | finále           | Nadal    | 6–3, 2–6, 6–1                  | 2:43 | 4–12  |
| 17.                  | 2009 | Řím             | antuka    | finále           | Nadal    | 7–6(7–2), 6–2                  | 2:03 | 4–13  |
| 18.                  | 2009 | Madrid          | antuka    | semifinále       | Nadal    | 3–6, 7–6(7–5), 7–6(11–9)       | 4:03 | 4–14  |
| 19.                  | 2009 | Cincinnati      | tvrdý     | semifinále       | Djoković | 6–1, 6–4                       | 1:32 | 5–14  |
| 20.                  | 2009 | Paříž           | tvrdý (h) | semifinále       | Djoković | 6–2, 6–3                       | 1:17 | 6–14  |
| 21.                  | 2009 | Turnaj mistrů   | tvrdý (h) | základní skupina | Djoković | 7–6(7–5), 6–3                  | 1:58 | 7–14  |
| 22.                  | 2010 | US Open         | tvrdý     | finále           | Nadal    | 6–4, 5–7, 6–4, 6–2             | 3:43 | 7–15  |
| 23.                  | 2010 | Turnaj mistrů   | tvrdý (h) | základní skupina | Nadal    | 7–5, 6–2                       | 1:52 | 7–16  |
| 24.                  | 2011 | Indian Wells    | tvrdý     | finále           | Djoković | 4–6, 6–3, 6–2                  | 2:25 | 8–16  |
| 25.                  | 2011 | Miami           | tvrdý     | finále           | Djoković | 4–6, 6–3, 7–6(7–4)             | 3:21 | 9–16  |
| 26.                  | 2011 | Madrid          | antuka    | finále           | Djoković | 7–5, 6–4                       | 2:17 | 10–16 |
| 27.                  | 2011 | Řím             | antuka    | finále           | Djoković | 6–4, 6–4                       | 2:12 | 11–16 |
| 28.                  | 2011 | Wimbledon       | tráva     | finále           | Djoković | 6–4, 6–1, 1–6, 6–3             | 2:28 | 12–16 |
| 29.                  | 2011 | US Open         | tvrdý     | finále           | Djoković | 6–2, 6–4, 6–7(3–7), 6–1        | 4:10 | 13–16 |
| 30.                  | 2012 | Australian Open | tvrdý     | finále           | Djoković | 5–7, 6–4, 6–2, 6–7(5–7), 7–5   | 5:53 | 14–16 |
| 31.                  | 2012 | Monte-Carlo     | antuka    | finále           | Nadal    | 6–3, 6–1                       | 1:18 | 14–17 |
| 32.                  | 2012 | Řím             | antuka    | finále           | Nadal    | 7–5, 6–3                       | 2:20 | 14–18 |
| 33.                  | 2012 | Roland Garros   | antuka    | finále           | Nadal    | 6–4, 6–3, 2–6, 7–5             | 3:49 | 14–19 |
| 34.                  | 2013 | Monte-Carlo     | antuka    | finále           | Djoković | 6–2, 7–6(7–1)                  | 1:52 | 15–19 |
| 35.                  | 2013 | Roland Garros   | antuka    | semifinále       | Nadal    | 6–4, 3–6, 6–1, 6–7(3–7), 9–7   | 4:37 | 15–20 |
| 36.                  | 2013 | Kanada          | tvrdý     | semifinále       | Nadal    | 6–4, 3–6, 7–6(7–2)             | 2:28 | 15–21 |
| 37.                  | 2013 | US Open         | tvrdý     | finále           | Nadal    | 6–2, 3–6, 6–4, 6–1             | 3:21 | 15–22 |
| 38.                  | 2013 | Peking          | tvrdý     | finále           | Djoković | 6–3, 6–4                       | 1:27 | 16–22 |
| 39.                  | 2013 | Turnaj mistrů   | tvrdý (h) | finále           | Djoković | 6–3, 6–4                       | 1:36 | 17–22 |
| 40.                  | 2014 | Miami           | tvrdý     | finále           | Djoković | 6–3, 6–3                       | 1:24 | 18–22 |
| 41.                  | 2014 | Řím             | antuka    | finále           | Djoković | 4–6, 6–3, 6–3                  | 2:19 | 19–22 |
| 42.                  | 2014 | Roland Garros   | antuka    | finále           | Nadal    | 3–6, 7–5, 6–2, 6–4             | 3:31 | 19–23 |
| 43.                  | 2015 | Monte-Carlo     | antuka    | semifinále       | Djoković | 6–3, 6–3                       | 1:37 | 20–23 |
| 44.                  | 2015 | Roland Garros   | antuka    | čtvrtfinále      | Djoković | 7–5, 6–3, 6–1                  | 2:27 | 21–23 |
| 45.                  | 2015 | Peking          | tvrdý     | finále           | Djoković | 6–2, 6–2                       | 1:30 | 22–23 |
| 46.                  | 2015 | Turnaj mistrů   | tvrdý (h) | semifinále       | Djoković | 6–3, 6–3                       | 1:19 | 23–23 |
| 47.                  | 2016 | Dauhá           | tvrdý     | finále           | Djoković | 6–1, 6–2                       | 1:13 | 24–23 |
| 48.                  | 2016 | Indian Wells    | tvrdý     | semifinále       | Djoković | 7–6(7–5), 6–2                  | 1:58 | 25–23 |
| 49.                  | 2016 | Řím             | antuka    | čtvrtfinále      | Djoković | 7–5, 7–6(7–4)                  | 2:26 | 26–23 |
| 50.                  | 2017 | Madrid          | antuka    | semifinále       | Nadal    | 6–2, 6–4                       | 1:39 | 26–24 |
| 51.                  | 2018 | Řím             | antuka    | semifinále       | Nadal    | 7–6(7–4), 6–3                  | 1:56 | 26–25 |
| 52.                  | 2018 | Wimbledon       | tráva     | semifinále       | Djoković | 6–4, 3–6, 7–6(11–9), 3–6, 10–8 | 5:17 | 27–25 |
| 53.                  | 2019 | Australian Open | tvrdý     | finále           | Djoković | 6–3, 6–2, 6–3                  | 2:04 | 28–25 |
| 54.                  | 2019 | Řím             | antuka    | semifinále       | Nadal    | 6–0, 4–6, 6–1                  | 2:29 | 28–26 |
| 55.                  | 2020 | ATP Cup         | tvrdý     | finále           | Djoković | 6–2, 7–6(7–4)                  | 1:55 | 29–26 |
| 56.                  | 2020 | Roland Garros   | antuka    | finále           | Nadal    | 6–0, 6–2, 7–5                  | 2:41 | 29–27 |
| 57.                  | 2021 | Řím             | antuka    | finále           | Nadal    | 7–5, 1–6, 6–3                  | 2:49 | 29–28 |
| 58.                  | 2021 | Roland Garros   | antuka    | semifinále       | Djoković | 3–6, 6–3, 7–6(7–4), 6–2        | 4:11 | 30–28 |
| 59.                  | 2022 | Roland Garros   | antuka    | čtvrtfinále      | Nadal    | 6–2, 4–6, 6–2, 7–6(7–4)        | 4:12 | 30–29 |
| 60.                  | 2024 | Letní olympiáda | antuka    | 2. kolo          | Djoković | 6–1, 6–4                       | 1:43 | 31–29 |
| D–N – Djoković–Nadal |      |                 |           |                  |          |                                |      |       |

### Rekordy

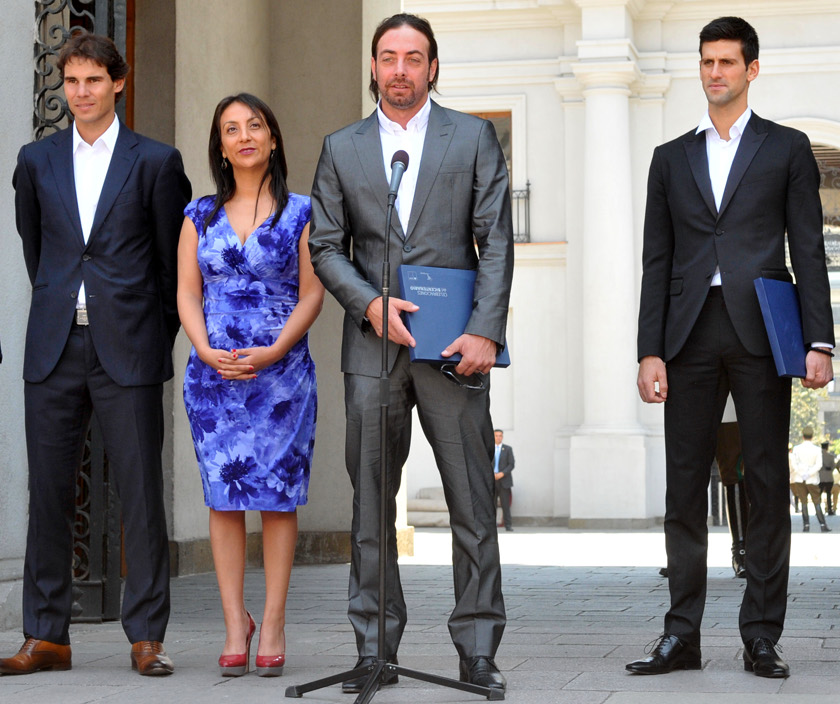
Rafael Nadal, Nicolás Massú a Novak Djoković na konferenci v La Monedě, 2013

- nejvyšší počet odehraných utkání jedné dvojice v otevřené éře (60),
- nejvyšší počet odehraných utkání jedné dvojice v sérii Masters 1000 (28),
- nejvyšší počet odehraných finále jedné dvojice v sérii Masters 1000 (13),
- nejvíce výher nad světovou jedničkou v řadě jedním tenistou během jedné sezóny (v roce 2011 zdolal Djoković jako světová dvojka či trojka prvního hráče Nadala pětkrát v řadě),
- nejdelší finále Grand Slamu v otevřené éře (Australian Open 2012, 5:35 hod),
- nejdelší utkání v historii Australian Open (finále 2012),
- nejdelší utkání v otevřené éře hrané na dvě vítězné sady a s tiebreakem v rozhodujícím setu (semifinále Madrid Masters 2009),
- nejdelší utkání v sérii Masters 1000 hrané na dvě vítězné sady (semifinále Madrid Masters 2009),
- nejdelší utkání v historii Madrid Masters (semifinále 2009),
- jediná mužská dvojice v otevřené éře, která se utkala ve finále všech čtyř Grand Slamů,
- jediná mužská dvojice v otevřené éře, která se utkala ve finále všech čtyř Grand Slamů bez přerušení.
- jako světová jednička a dvojka ve dvouhře vytvořili deblový pár a nastoupili do čtyřhry (stejně jako Jimmy Connors – Arthur Ashe)

### Exhibice
Bogotská exhibice, konaná 21. března 2011, představovala první vzájemný zápas takového charakteru mezi Djokovićem a Nadalem. Španěl v ní vyhrál po dvousetovém průběhu. Historicky se jednalo o vůbec nejkvalitněji obsazené tenisové utkání hrané na kolumbijské půdě. Druhý exhibiční zápas, jehož výtěžek měl směřovat Nadalově nadaci a fotbalovému týmu Real Madrid, byl plánován na 14. července 2012. Místem konání se měl stát domovský stadion Realu Santiago Bernabéu. Vzhledem k Nadalově dlouhodobému zranění po Wimbledonu 2012 se však duel neuskutečnil.

#### Dvouhra: 6 (3–3)
| č.                   | rok  | místo konání             | povrch    | vítěz    | výsledek         | D–N |
| -------------------- | ---- | ------------------------ | --------- | -------- | ---------------- | --- |
| 1.                   | 2011 | Bogota, Kolumbie         | tvrdý     | Nadal    | 7–6(7–5), 6–3    | 0–1 |
| 2.                   | 2013 | Santiago de Chile, Chile | tvrdý     | Djoković | 7–6(7–3), 6–4    | 1–1 |
| 3.                   | 2013 | Buenos Aires, Argentina  | tvrdý     | Nadal    | 6–4, 7–5         | 1–2 |
| 4.                   | 2015 | Bangkok, Thajsko         | tvrdý     | Djoković | 6–4, 6–2         | 2–2 |
| 5.                   | 2016 | Milán, Itálie            | tvrdý     | Djoković | 6–4, 6–4         | 3–2 |
| 6.                   | 2019 | Nur-Sultan, Kazachstán   | tvrdý (h) | Nadal    | 6–3, 3–6, (11–9) | 3–3 |
| D–N – Djoković–Nadal |      |                          |           |          |                  |     |

## Vývoj kariéry dvojice
Djoković (nar. 22. května 1987) je téměř o jeden rok mladší než Nadal (nar. 3. června 1986). Tabulka uvádí srovnání vývoje tenisových kariér obou členů dvojice. V každém svislém sloupci je dosažný věk tenisty v konkrétní sezóně a kumulovaný zisk titulů a výher (vítězných zápasů) do konce dané sezóny. Počátek je v 18 letech stáří obou hráčů, čemuž odpovídá rok sezóny, v němž tohoto věku každý z dvojice dosáhl.
Například Djoković sezónu 2010 zakončil ve věku 23 let. Do té doby vyhrál celkově 1 Grand Slam, 85 grandslamových utkání a na okruhu ATP získal celkem 18 titulů. Sezónu pak zakončil na 3. místě žebříčku a na jeho čele v celé kariéře nefiguroval ani jeden týden. Ve srovnání s tím, Nadal ve 23 letech zakončil sezónu 2009. Do té doby zvítězil celkem na 6 Grand Slamech a vyhrál 36 titulů. Danou sezónu 2009 zakončil na 2. místě a v celé kariéře byl 46 týdnů světovou jedničkou.
| Věk (na konci sezóny)    | Věk (na konci sezóny) | 18   | 19   | 20   | 21   | 22   | 23   | 24   | 25   | 26   | 27   | 28   | 29   | 30   | 31   | 32   | 33   | 34   | 35   | 36   | 37   | 38     |
| Djokovićovy sezóny       | Djokovićovy sezóny    | 2005 | 2006 | 2007 | 2008 | 2009 | 2010 | 2011 | 2012 | 2013 | 2014 | 2015 | 2016 | 2017 | 2018 | 2019 | 2020 | 2021 | 2022 | 2023 | 2024 | 2025   |
| Nadalovy sezóny          | Nadalovy sezóny       | 2004 | 2005 | 2006 | 2007 | 2008 | 2009 | 2010 | 2011 | 2012 | 2013 | 2014 | 2015 | 2016 | 2017 | 2018 | 2019 | 2020 | 2021 | 2022 | 2023 | 2024   |
| ------------------------ | --------------------- | ---- | ---- | ---- | ---- | ---- | ---- | ---- | ---- | ---- | ---- | ---- | ---- | ---- | ---- | ---- | ---- | ---- | ---- | ---- | ---- | ------ |
| Tituly na Grand Slamu    | Djoković              | 0    | 0    | 0    | 1    | 1    | 1    | 4    | 5    | 6    | 7    | 10   | 12   | 12   | 14   | 16   | 17   | 20   | 21   | 24   | 24   | (24)   |
| Tituly na Grand Slamu    | Nadal                 | 0    | 1    | 2    | 3    | 5    | 6    | 9    | 10   | 11   | 13   | 14   | 14   | 14   | 16   | 17   | 19   | 20   | 20   | 22   | 22   | 22     |
| Finále na Grand Slamu    | Djoković              | 0    | 0    | 1    | 2    | 2    | 3    | 6    | 9    | 12   | 14   | 18   | 21   | 21   | 23   | 25   | 27   | 31   | 32   | 36   | 37   | (37)   |
| Finále na Grand Slamu    | Nadal                 | 0    | 1    | 3    | 5    | 7    | 8    | 11   | 14   | 16   | 18   | 20   | 20   | 20   | 23   | 24   | 27   | 28   | 28   | 30   | 30   | 30     |
| Výhry na Grand Slamu     | Djoković              | 5    | 14   | 33   | 51   | 66   | 85   | 110  | 134  | 158  | 180  | 207  | 228  | 237  | 258  | 280  | 296  | 323  | 334  | 361  | 377  | (392)  |
| Výhry na Grand Slamu     | Nadal                 | 6    | 19   | 36   | 56   | 80   | 95   | 120  | 143  | 157  | 171  | 187  | 198  | 203  | 226  | 247  | 271  | 282  | 291  | 313  | 314  | 314    |
| Tituly na Turnaji mistrů | Djoković              | 0    | 0    | 0    | 1    | 1    | 1    | 1    | 2    | 3    | 4    | 5    | 5    | 5    | 5    | 5    | 5    | 5    | 6    | 7    | 7    | (7)    |
| Tituly na Turnaji mistrů | Nadal                 | 0    | 0    | 0    | 0    | 0    | 0    | 0    | 0    | 0    | 0    | 0    | 0    | 0    | 0    | 0    | 0    | 0    | 0    | 0    | 0    | 0      |
| Tituly na Masters        | Djoković              | 0    | 0    | 2    | 4    | 5    | 5    | 10   | 13   | 16   | 20   | 26   | 30   | 30   | 32   | 34   | 36   | 37   | 38   | 40   | 40   | (40)   |
| Tituly na Masters        | Nadal                 | 0    | 4    | 6    | 9    | 12   | 15   | 18   | 19   | 21   | 26   | 27   | 27   | 28   | 30   | 33   | 35   | 35   | 36   | 36   | 36   | 36     |
| Tituly celkově           | Djoković              | 0    | 2    | 7    | 11   | 16   | 18   | 28   | 34   | 41   | 48   | 59   | 66   | 68   | 72   | 77   | 81   | 86   | 91   | 98   | 99   | (100)  |
| Tituly celkově           | Nadal                 | 1    | 12   | 17   | 23   | 31   | 36   | 43   | 46   | 50   | 60   | 64   | 67   | 69   | 75   | 80   | 84   | 86   | 88   | 92   | 92   | 92     |
| Výhry celkově            | Djoković              | 13   | 53   | 121  | 185  | 263  | 324  | 394  | 469  | 543  | 604  | 686  | 751  | 783  | 836  | 893  | 934  | 989  | 1031 | 1087 | 1124 | (1150) |
| Výhry celkově            | Nadal                 | 45   | 124  | 183  | 253  | 335  | 401  | 472  | 541  | 583  | 658  | 706  | 767  | 806  | 873  | 919  | 977  | 1004 | 1028 | 1067 | 1068 | 1080   |
| Konečný žebříček         | Djoković              | 78.  | 16.  | 3.   | 3.   | 3.   | 3.   | 1.   | 1.   | 2.   | 1.   | 1.   | 2.   | 12.  | 1.   | 2.   | 1.   | 1.   | 5.   | 1.   | 7.   | 6.     |
| Konečný žebříček         | Nadal                 | 51.  | 2.   | 2.   | 2.   | 1.   | 2.   | 1.   | 2.   | 4.   | 1.   | 3.   | 5.   | 9.   | 1.   | 2.   | 1.   | 2.   | 6.   | 2.   | 670. | 153.   |
| Týdnů světovou jedničkou | Djoković              | 0    | 0    | 0    | 0    | 0    | 0    | 26   | 62   | 101  | 127  | 179  | 223  | 223  | 232  | 275  | 301  | 353  | 373  | 405  | 428  | (428)  |
| Týdnů světovou jedničkou | Nadal                 | 0    | 0    | 0    | 0    | 19   | 46   | 76   | 102  | 102  | 115  | 141  | 141  | 141  | 160  | 196  | 205  | 209  | 209  | 209  | 209  | 209    |

Vysvětlivky
1. 1 2  Výhra znamená vítězný zápas.

## Chronologické srovnání dvojice na Grand Slamu

### Podle kalendářního roku

#### 2005–2010
| Tenista        | 2005 | 2005  | 2005 | 2005 | 2006 | 2006  | 2006 | 2006 | 2007 | 2007  | 2007 | 2007 | 2008  | 2008  | 2008  | 2008 | 2009  | 2009 | 2009 | 2009 | 2010 | 2010  | 2010  | 2010  |
| -------------- | ---- | ----- | ---- | ---- | ---- | ----- | ---- | ---- | ---- | ----- | ---- | ---- | ----- | ----- | ----- | ---- | ----- | ---- | ---- | ---- | ---- | ----- | ----- | ----- |
| Tenista        | AUS  | FRA   | WIM  | USA  | AUS  | FRA   | WIM  | USA  | AUS  | FRA   | WIM  | USA  | AUS   | FRA   | WIM   | USA  | AUS   | FRA  | WIM  | USA  | AUS  | FRA   | WIM   | USA   |
| Novak Djoković | 1k   | 2k    | 3k   | 3k   | 1k   | ČF    | 4k   | 3k   | 4k   | SF    | SF   | F    | Vítěz | SF    | 2k    | SF   | ČF    | 3k   | ČF   | SF   | ČF   | ČF    | SF    | F     |
| Rafael Nadal   | 4k   | Vítěz | 2k   | 3k   | A    | Vítěz | F    | ČF   | ČF   | Vítěz | F    | 4k   | SF    | Vítěz | Vítěz | SF   | Vítěz | 4k   | A    | SF   | ČF   | Vítěz | Vítěz | Vítěz |

#### 2011–2016
| Tenista        | 2011  | 2011  | 2011  | 2011  | 2012  | 2012  | 2012 | 2012 | 2013  | 2013  | 2013 | 2013  | 2014 | 2014  | 2014  | 2014 | 2015  | 2015 | 2015  | 2015  | 2016  | 2016  | 2016 | 2016 |
| -------------- | ----- | ----- | ----- | ----- | ----- | ----- | ---- | ---- | ----- | ----- | ---- | ----- | ---- | ----- | ----- | ---- | ----- | ---- | ----- | ----- | ----- | ----- | ---- | ---- |
| Tenista        | AUS   | FRA   | WIM   | USA   | AUS   | FRA   | WIM  | USA  | AUS   | FRA   | WIM  | USA   | AUS  | FRA   | WIM   | USA  | AUS   | FRA  | WIM   | USA   | AUS   | FRA   | WIM  | USA  |
| Novak Djoković | Vítěz | SF    | Vítěz | Vítěz | Vítěz | F     | SF   | F    | Vítěz | SF    | F    | F     | ČF   | F     | Vítěz | SF   | Vítěz | F    | Vítěz | Vítěz | Vítěz | Vítěz | 3k   | F    |
| Rafael Nadal   | ČF    | Vítěz | F     | F     | F     | Vítěz | 2k   | A    | A     | Vítěz | 1k   | Vítěz | F    | Vítěz | 4k    | A    | ČF    | ČF   | 2k    | 3k    | 1k    | 3k    | A    | 4k   |

#### 2017–2022
| Tenista        | 2017 | 2017  | 2017 | 2017  | 2018 | 2018  | 2018  | 2018  | 2019  | 2019  | 2019  | 2019  | 2020  | 2020  | 2020 | 2020 | 2021  | 2021  | 2021  | 2021 | 2022  | 2022  | 2022  | 2022 |
| -------------- | ---- | ----- | ---- | ----- | ---- | ----- | ----- | ----- | ----- | ----- | ----- | ----- | ----- | ----- | ---- | ---- | ----- | ----- | ----- | ---- | ----- | ----- | ----- | ---- |
| Tenista        | AUS  | FRA   | WIM  | USA   | AUS  | FRA   | WIM   | USA   | AUS   | FRA   | WIM   | USA   | AUS   | FRA   | WIM  | USA  | AUS   | FRA   | WIM   | USA  | AUS   | FRA   | WIM   | USA  |
| Novak Djoković | 2k   | ČF    | ČF   | A     | 4k   | ČF    | Vítěz | Vítěz | Vítěz | SF    | Vítěz | 4k    | Vítěz | F     | NH   | 4k   | Vítěz | Vítěz | Vítěz | F    | A     | ČF    | Vítěz | A    |
| Rafael Nadal   | F    | Vítěz | 4k   | Vítěz | ČF   | Vítěz | SF    | SF    | F     | Vítěz | SF    | Vítěz | ČF    | Vítěz | NH   | A    | ČF    | SF    | A     | A    | Vítěz | Vítěz | SF    | 4k   |

#### 2023–2028
| Tenista        | 2023  | 2023  | 2023 | 2023  | 2024 | 2024 | 2024 | 2024 | 2025 | 2025 | 2025 | 2025 | 2026 | 2026 | 2026 | 2026 | 2027 | 2027 | 2027 | 2027 | 2028 | 2028 | 2028 | 2028 |
| -------------- | ----- | ----- | ---- | ----- | ---- | ---- | ---- | ---- | ---- | ---- | ---- | ---- | ---- | ---- | ---- | ---- | ---- | ---- | ---- | ---- | ---- | ---- | ---- | ---- |
| Tenista        | AUS   | FRA   | WIM  | USA   | AUS  | FRA  | WIM  | USA  | AUS  | FRA  | WIM  | USA  | AUS  | FRA  | WIM  | USA  | AUS  | FRA  | WIM  | USA  | AUS  | FRA  | WIM  | USA  |
| Novak Djoković | Vítěz | Vítěz | F    | Vítěz | SF   | ČF   | F    | 3k   | SF   | SF   | SF   |      |      |      |      |      |      |      |      |      |      |      |      |      |
| Rafael Nadal   | 2k    | A     | A    | A     | A    | 1k   | A    | A    |      |      |      |      |      |      |      |      |      |      |      |      |      |      |      |      |

| Legenda | Legenda                   | Legenda | Legenda                     |
| ------- | ------------------------- | ------- | --------------------------- |
| tučně   | pár se na turnaji utkal   | A       | turnaje se hráč nezúčastnil |
| Q1–3    | prohra v kole kvalifikace | k       | prohra v daném kole turnaje |
| ČF      | prohra ve čtvrtfinále     | SF      | prohra v semifinále         |
| F       | prohra ve finále          | Vítěz   | vítězství v turnaji         |

### Vítězové Grand Slamu
| Rok  | Australian Open | French Open    | Wimbledon      | US Open               |
| ---- | --------------- | -------------- | -------------- | --------------------- |
| 2005 | Marat Safin     | Rafael Nadal   | Roger Federer  | Roger Federer         |
| 2006 | Roger Federer   | Rafael Nadal   | Roger Federer  | Roger Federer         |
| 2007 | Roger Federer   | Rafael Nadal   | Roger Federer  | Roger Federer         |
| 2008 | Novak Djoković  | Rafael Nadal   | Rafael Nadal   | Roger Federer         |
| 2009 | Rafael Nadal    | Roger Federer  | Roger Federer  | Juan Martín del Potro |
| 2010 | Roger Federer   | Rafael Nadal   | Rafael Nadal   | Rafael Nadal          |
| 2011 | Novak Djoković  | Rafael Nadal   | Novak Djoković | Novak Djoković        |
| 2012 | Novak Djoković  | Rafael Nadal   | Roger Federer  | Andy Murray           |
| 2013 | Novak Djoković  | Rafael Nadal   | Andy Murray    | Rafael Nadal          |
| 2014 | Stan Wawrinka   | Rafael Nadal   | Novak Djoković | Marin Čilić           |
| 2015 | Novak Djoković  | Stan Wawrinka  | Novak Djoković | Novak Djoković        |
| 2016 | Novak Djoković  | Novak Djoković | Andy Murray    | Stan Wawrinka         |
| 2017 | Roger Federer   | Rafael Nadal   | Roger Federer  | Rafael Nadal          |
| 2018 | Roger Federer   | Rafael Nadal   | Novak Djoković | Novak Djoković        |
| 2019 | Novak Djoković  | Rafael Nadal   | Novak Djoković | Rafael Nadal          |
| 2020 | Novak Djoković  | Rafael Nadal   | zrušeno        | Dominic Thiem         |
| 2021 | Novak Djoković  | Novak Djoković | Novak Djoković | Daniil Medveděv       |
| 2022 | Rafael Nadal    | Rafael Nadal   | Novak Djoković | Carlos Alcaraz        |
| 2023 | Novak Djoković  | Novak Djoković | Carlos Alcaraz | Novak Djoković        |
| 2024 | Jannik Sinner   | Carlos Alcaraz | Carlos Alcaraz | Jannik Sinner         |
| 2025 | Jannik Sinner   | Carlos Alcaraz | Jannik Sinner  |                       |

### Chronologie výsledků na Grand Slamu
Tabulka uvádí kombinovanou chronologii výsledků na Grand Slamu, jako by Djoković i Nadal představovali jednoho hráče. Započítán je vždy lepší výsledek člena dvojice.
| Turnaj          | 2003     | 2004     | 2005      | 2006     | 2007   | 2008   | 2009     | 2010   | 2011   | 2012   | 2013   | 2014   | 2015   | 2016     | 2017   | 2018   | 2019   | 2020     | 2021   | 2022     | 2023   | 2024     | 2025 | SR      |
| --------------- | -------- | -------- | --------- | -------- | ------ | ------ | -------- | ------ | ------ | ------ | ------ | ------ | ------ | -------- | ------ | ------ | ------ | -------- | ------ | -------- | ------ | -------- | ---- | ------- |
| Australian Open | A        | 3. koloN | 4. koloN  | 1. koloD | ČFN    | VítězD | VítězN   | ČFND   | VítězD | VítězD | VítězD | FN     | VítězD | VítězD   | FN     | ČFN    | VítězD | VítězD   | VítězD | VítězN   | VítězD | SFD      | SFD  | 12 / 22 |
| French Open     | A        | A        | VítězN    | VítězN   | VítězN | VítězN | 4. koloN | VítězN | VítězN | VítězN | VítězN | VítězN | FD     | VítězD   | VítězN | VítězN | VítězN | VítězN   | VítězD | VítězN   | VítězD | ČFD      | SFD  | 17 / 21 |
| Wimbledon       | 3. koloN | A        | 3. koloD  | FN       | FN     | VítězN | ČFD      | VítězN | VítězD | SFD    | FD     | VítězD | VítězD | 3. koloD | ČFD    | VítězD | VítězD | NH       | VítězD | VítězD   | FD     | FD       | SFD  | 9 / 21  |
| US Open         | 2. koloN | 2. koloN | 3. koloND | ČFN      | FD     | SFND   | SFND     | VítězN | VítězD | FD     | VítězN | SFD    | VítězD | FD       | VítězN | VítězD | VítězN | 4. koloD | FD     | 4. koloN | VítězD | 3. koloD |      | 8 / 22  |

| Legenda | Legenda                                                     | Legenda    | Legenda                     |
| ------- | ----------------------------------------------------------- | ---------- | --------------------------- |
| SR      | tituly / odehrané turnaje                                   | A          | turnaje se hráč nezúčastnil |
| Q1      | prohra v kole kvalifikace                                   | 1.–4. kolo | prohra v daném kole turnaje |
| ČF      | prohra ve čtvrtfinále                                       | SF         | prohra v semifinále         |
| F       | prohra ve finále                                            | Vítěz      | vítězství v turnaji         |
| NH      | turnaj se nekonal                                           | D/ N       | výkon Djokoviće / Nadala    |
|         | první grandslam po ukončení kariéry Nadala v listopadu 2024 |            |                             |